# 三屯河水库
三屯河水库，位于中华人民共和国新疆维吾尔自治区昌吉回族自治州昌吉市南部，是三屯河上一座以灌溉为主，兼顾防洪、发电等综合效益的的中型拦河水库，于1983年建成，总库容3500万立方米。大坝为浆砌石重力坝，坝长274米，最大坝高为52米。